# Paraeuchaeta elongata
Paraeuchaeta elongata är en kräftdjursart som först beskrevs av Esterly 1913.  Paraeuchaeta elongata ingår i släktet Paraeuchaeta och familjen Euchaetidae. Inga underarter finns listade i Catalogue of Life.